# Sehnsucht hat mich verführt
Sehnsucht hat mich verführt ist ein deutsches Spielfilmmelodram aus dem Jahre 1959 von Wilm ten Haaf mit Erika Remberg in einer Doppelrolle. Ihr zur Seite stehen Dietmar Schönherr und Peer Schmidt.

## Handlung
Ursula und Hanne Brandner sind aufgeweckte Zwillingsschwestern, wie sie unterschiedlicher nicht sein könnten. Während Hanne eine bodenständige Frau ist, die gern den Traktor des familieneigenen Hofs fährt, um die Felder zu bestellen, ist die lebenshungrige und kesse Ursula mit ihrem Dasein im ländlichen Oberbayern ziemlich unzufrieden, zumal die Mutter der beiden, die Brandner-Bäuerin, ein ziemlich strenges Regiment führt. Da bietet allenfalls der Besuch des jungen Paul Grigoleit, Vertreter für landwirtschaftliche Maschinen, etwas Abwechslung. Ursula ist froh, dass sie nun eine Begleitung für eine Dorffeier hat, während sich Hanne Sorgen macht, weil sie dem Wunsch der Mutter nachkommen und den Bauernsohn Josef heiraten soll.
Die Schwestern geraten erstmals in Konflikt, als sie sich in ein und denselben Mann verlieben, den Dorflehrer Albert Herrmann – der sich für Hanne entscheidet. Nun hat Ursula endgültig genug von der ländlichen Abgeschiedenheit; in der Stadt will sie so etwas wie die große, weite Welt kennenlernen. Trotz Pauls Hilfe findet sie dort zunächst keinen Job, der ihr gefällt. Es kommt zum Konflikt mit Paul, infolge dessen sie ihn wütend davonjagt. Von dem verheirateten Firmenbesitzer Theo Gellner, einem eleganten Mann in den besten Jahren, wird sie als Sekretärin eingestellt. Bald wirft dieser ein Auge auf die junge Frau, die sich auf seine Avancen einlässt. Doch als Ursula, die nur allzu gern Frau Direktor werden möchte, feststellen muss, dass er es nicht ernst mit ihr meint, kündigt sie. Weil Ursula weiterhin Miete zahlen muss und über keine finanziellen Rücklagen verfügt, nimmt sie eine Stellung als Animierdame in einer ziemlich zweifelhaften Bar an. 
Damit scheint der erste Schritt ihres sozialen Abstiegs getan, und bald droht Ursula, in die Halbwelt abzurutschen. Zwischenzeitlich hat sie in der Stadt Besuch von Albert erhalten, der daheim seiner Hanne Beunruhigendes über Ursula zu berichten weiß. Hanne macht sich wütend auf zu Direktor Gellner und sagt ihm, was sie von Typen wie ihm hält. Ursula wiederum begreift im letzten Moment, dass sie sich auf einem Irrweg befindet, und entschließt sich zur Rückkehr auf den heimatlichen Hof. Als sie ankommt, feiert man gerade Hannes Hochzeit mit Albert. Auch Paul Grigoleit ist anwesend, und beide versöhnen sich und fallen sich in die Arme. Paul soll den Brandner-Hof weiterführen.

## Produktionsnotizen
Sehnsucht hat mich verführt entstand im Sommer 1958 im Landkreis Rosenheim und in München und wurde am 7. April 1959 im Theater am Karlstor in München uraufgeführt. 
Ludwig Spitaler übernahm die Produktionsleitung. Die Filmbauten entwarf Max Seefelder. Otto Reinwald war Aufnahmeleiter, Gert Wilden kümmerte sich um die musikalischen Arrangements.

## Kritik
Im Filmdienst heißt es: „Nach gedankenlos-kümmerlichem Drehbuch entstand ein unterdurchschnittlicher Unterhaltungsfilm, der die Unarten des deutschen Heimatfilms mit denen des pseudo-moralischen Sittenbildes verbindet.“